# Villa Montegirone
 Villa Montegirone si trova a Fiesole, in via Montegirone nella frazione di Girone. 

## Storia e descrizione
La villa, ben visibile dalla strada provinciale che costeggia l'Arno per la sua posizione in collina, appartenne ai Gualtierotti, poi ai Nasi (nel Quattrocento), ai Durazzini (nel Seicento), ai Pistolesi (dal 1679) e a Moisè Velo di Malachia (dal 1750), dopodiché cambiò frequentemente di proprietario per più di un secolo. 
Oggi è un condominio diviso fra più proprietari. È in stile cinquecentesco, sebbene rimaneggiata pesantemente nel 1910-1913, quando fu sopraelevata di un piano con loggia. Spiccano soprattutto gli arredi del giardino e le decorazioni in ferro battuto, quali cancelli, inferriate e lampade, risalenti all'inizio del secolo e caratterizzate da un'estetica eclettica.
Il parco ha le forme romantiche all'inglese, con esemplari monumentali di cedro dell'Atlante e con scenografici affacci sulle anse del fiume Arno.

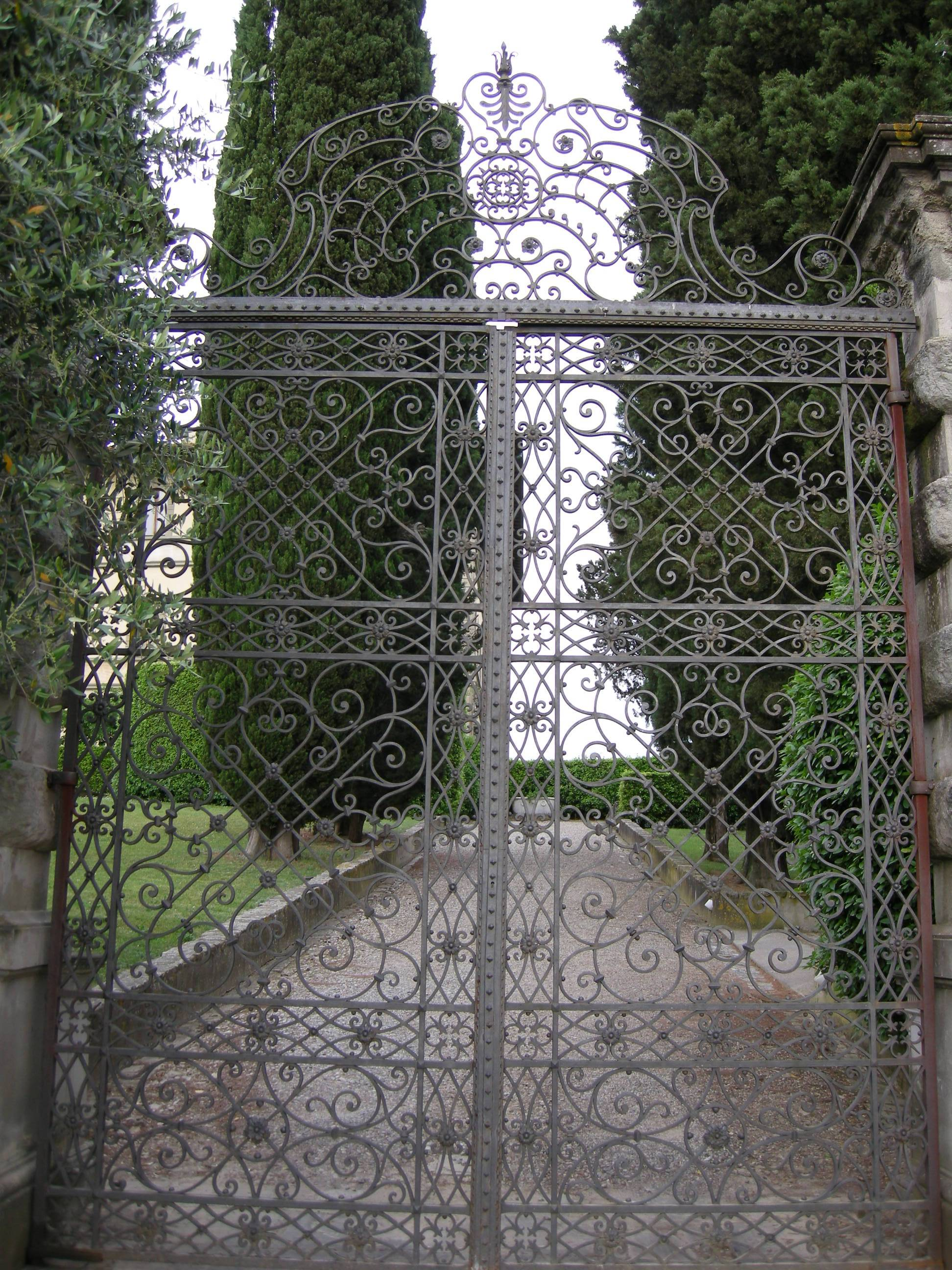
Cancello
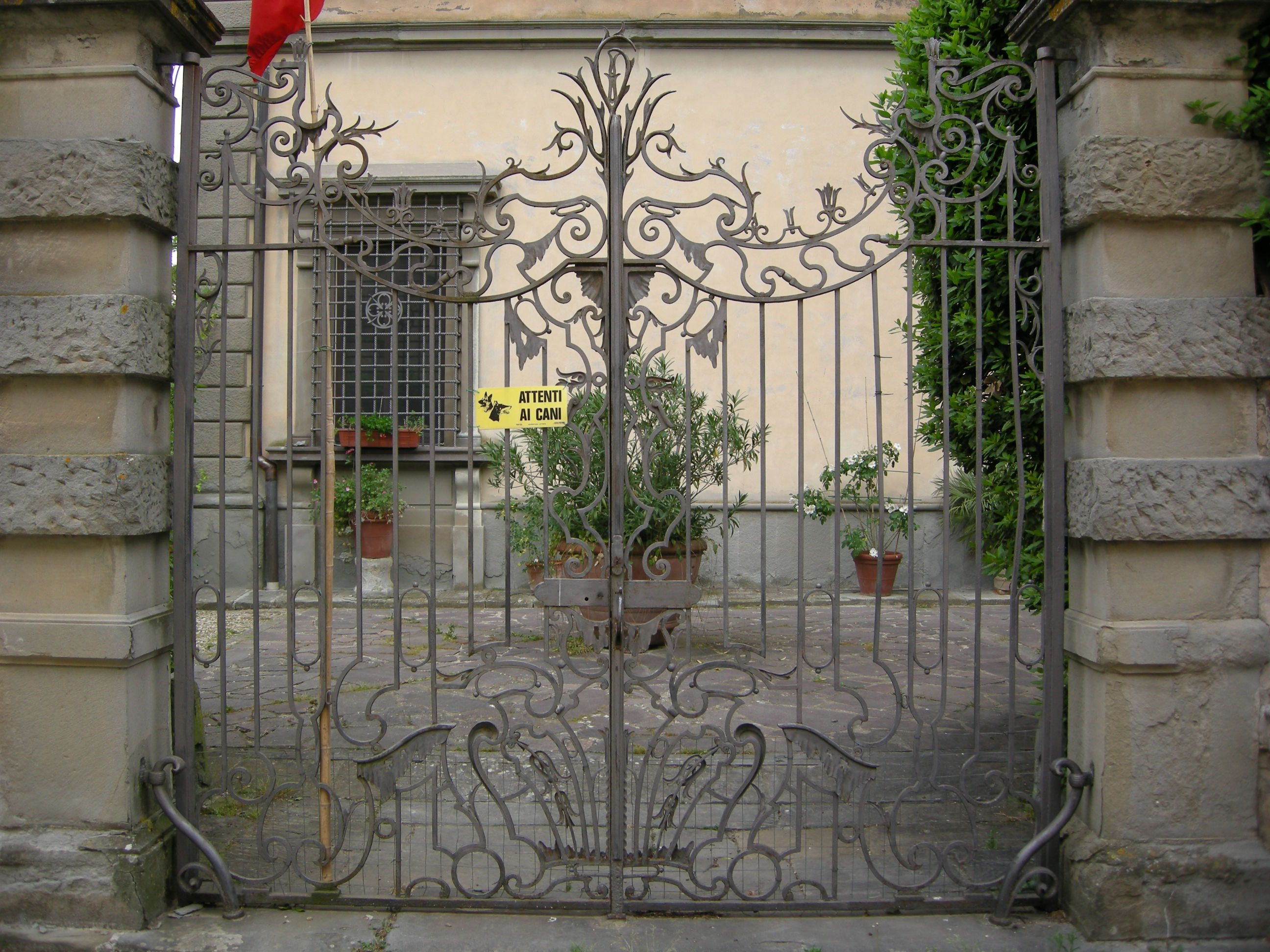
Cancello